# Huertas (El Oro)

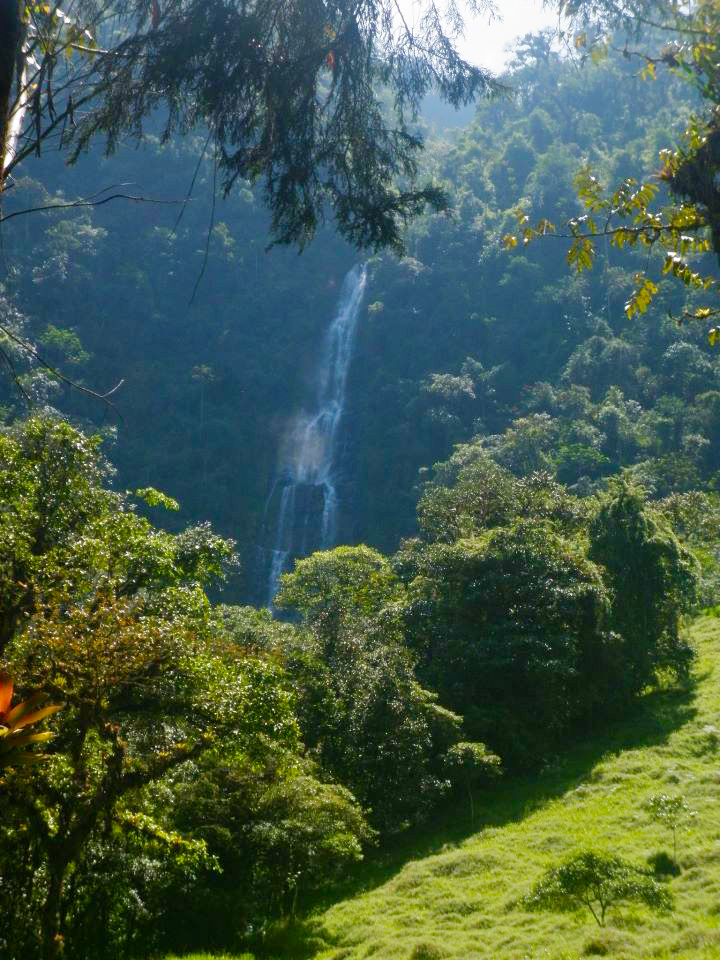
Cascada de Guayquichuma

Huertas ist eine Ortschaft und eine Parroquia rural („ländliches Kirchspiel“) im Kanton Zaruma der ecuadorianischen Provinz El Oro. Die Parroquia besitzt eine Fläche von 47,08 km². Die Einwohnerzahl lag im Jahr 2010 bei 1996. Die Parroquia Huertas wurde 1948 gegründet.

## Lage
Die Parroquia Huertas liegt im Südwesten von Ecuador in den westlichen Ausläufern der Anden. Der Fluss Río Calera, ein Zufluss des Río Pindo, rechter Quellfluss des Río Puyango, begrenzt das Verwaltungsgebiet im Westen. Im Osten erreicht die Parroquia eine maximale Höhe von 3160 m. Der 1280 m hoch gelegene Hauptort Huertas befindet sich knapp 10 km nordnordwestlich vom Kantonshauptort Zaruma. Die Fernstraße E585 von Zaruma nach Buenavista nahe der Stadt Pasaje führt an Huertas vorbei.
Die Parroquia Huertas grenzt im Norden an den Kanton Chilla, im Osten an die Parroquias Salvias und Sinsao, im Süden an die Parroquias Arcapamba und Muluncay sowie im Westen an den Kanton Atahualpa mit den Parroquias San José, Paccha und Cordoncillo.

## Orte und Siedlungen
Neben dem Hauptort Huertas gibt es noch folgende Barrios und Comunidades: Minas Nuevas, Juanchón, Sichacay, Guayrapungo, Barbona, Siemacay, Playitas, Tomagalillo, Pampas Verdes, Buza, La Esperanza, Cachica Rana, La Fénix und Naranjal.